# Nick Becattini
Nick Becattini (Pistoia, 21 agosto 1962 – Camaiore, 10 settembre 2024) è stato un cantante, musicista e chitarrista italiano di genere blues.
Il suo stile si basa principalmente sul blues di Chicago con varie influenze che vanno dal rock, al funk, al soul.

## Biografia
Da assiduo frequentatore del Pistoia Blues Festival entrò nel 1986 nella Model T. Boogie band di Giancarlo Crea, selezionata per il Chicago Blues Festival del 1987,  che gli permise di salire sul palco assieme ad artisti come Albert King, Johnny Copeland o Phil Guy.
Nel 1990, terminata l'esperienza con la Model T. Boogie con cui aveva pubblicato due album, lasciò l'Italia per trasferirsi a Chicago dove suonò con artisti blues locali come Son Seals, Melvin Taylor, Sugar Blue. Rientrò in Italia nel 1993 dove si aggregò al Blues Harbour di Mimmo Mollica. Suonò poi nell'album Live at Campanile di Ollie Nightingale. Nel 1994 fondò un proprio gruppo: Nick Becattini & Serious Fun, con il quale pubblicò dapprima un album in studio omonimo nel 1995, nominato da Musica Jazz come miglior gruppo dell'anno, e poi un album dal vivo, Funky People - Live! nel 1997.
Collaborò poi con Peaches Staten, con cui pubblicò due album (Nick & Peaches Live at Blue Sun e Time Will Tell), e durante i suoi viaggi a Chicago, assieme alla moglie Renita Cameron, con Carl Weatherby e Pinetop Perkins. Nel 1998 uscì il suo secondo album in studio Unleaded per Club de Musique, e due anni dopo con Caterina Vichi incise Uffizi blues.
Nel 2003 uscì per la Bluesin Records il suo terzo album in studio da solista Pistoia Blues. Nel 2009 Becattini ritornò con un nuovo gruppo ed un nuovo album Nick Becattini & the Nickettes.
Nel 2013 iniziò la collaborazione con la cantante Ty Le Blanc, con cui escono due lavori: Leblanc del 2013 prodotto da Gianluca Di Maggio di Trasimeno Blues, con Pippo Guarnera e Vince Vallicelli, ed un live del 2014 Blues Shadows.
In questo periodo intensificò la collaborazione con il Bluesin' sia come didatta che come partecipante al festival.
Nel 2020 pubblicò un nuovo album Lifetime Blues (Saifam) recensito miglior album blues italiano dell'anno.
L'8 dicembre 2021 partecipò a Sweet home Pistoia, concerto che celebrava i quaranta anni del Bluesin'.
Nel 2022 riunì insieme a Giancarlo Crea e Dado Lombardo la Model T. Boogie per la registrazione di un nuovo album dal titolo Still gettin' down.
Nel maggio 2023 uscì l'album solista Crazy Legs. Nello stesso anno egli rivelò di essere affetto da SLA. 
Nell'agosto del 2024 pubblicò la sua autobiografia dal titolo Catartico blues, per la Società editrice fiorentina. Becattini è morto un mese dopo, nella sua casa di Camaiore, per le complicazioni della malattia neurodegenerativa. Era sposato e aveva due figli.

## Discografia

### Album
- 1995 - Nick Becattini & Serious Fun feat. Keith Dunn - (Saar Records)
- 1997 - Funky People - Live! (Tocadisco)
- 1998 - Unleaded - (Club de Musique)
- 2000 - Uffizi blues con Caterina Vichi
- 2001 - Live at Blue Sun con Peaches Staten (Circo di note)
- 2003 - Pistoia Blues - (Bluesin Records)
- 2009 - Nick Becattini & the Nickettes
- 2020 - Lifetime Blues (Saifam)
- 2023 - Crazy Legs (Slang Records)

## Videografia
- 2004 - Blues a teatro

## Partecipazioni
- 1987 - Really the Blues di Model T. Boogie
- 2006 - Time Will Tell di Peaches Staten con la Becattini Band
- 2022 - Still gettin' down di Model T. Boogie